# Phascoliophila phascolionis
 Phascoliophila phascolionis ist eine Muschel-Art aus der Familie der Linsenmuscheln (Montacutidae). Die Art lebt kommensal mit dem Spritzwurm Phascolion strombi, der wiederum in Leergehäusen von Schnecken der Gattungen Aporrhais und Turritella lebt. Das Taxon ist die Typusart und einzige Art der Gattung Phascoliophila Nordsieck, 1969.

## Merkmale
Das gleichklappige, schmale (komprimierte) Gehäuse der Weibchen ist nahezu auch gleichseitig. Es ist bis zu vier Millimeter lang und im Umriss länglich elliptisch. Die kleinen spitzen Wirbel sitzen mittig. Die Dorsalränder fallen nahezu gleich flach zum Hinter- und Vorderende ab. Vorder- und Hinterrand sind gerundet, der Ventralrand ist nahezu gerade oder sogar leicht konkav gekrümmt. Der innere Rand ist glatt. Lunula und Area sind vorhanden.
Das Schloss hat
Das interne Ligament sitzt auf einem flachen Resilifer unter und hinter den Wirbeln. Das Schloss weist in der rechten und linken Klappe je einen kleinen vorderen Zahn auf. Nach Nordsieck sitzen in der rechten Klappe zwei kleine Zähnchen, in der linken Klappe ein Zähnchen und eine Knorpelplatte hinter dem Zähnchen.
Die Mantellinie ist ganzrandig, die Muskeleindrücke sind undeutlich. Einige Männchen sind bzw. bleiben Zwergmännchen, die nur ein Gehäuse in Form des Prodissoconchs haben und nur 400 µm lang werden. Die meisten Männchen entwickeln sich weiter ab einer Gehäuselänge von zwei bis drei Millimetern zu Weibchen.
Die weißliche Schale ist dünn und stark mit rostfarbenen Eisenverbindungen inkrustiert. Die Ornamentierung besteht aus feinen randparallelen Anwachsstreifen, etwas gröberen Wachstumsunterbrechungen und radialen, linealischen Einschlüssen in der Schale.

## Geographische Verbreitung, Lebensraum und Lebensweise
Das Verbreitungsgebiet erstreckt sich vom Mittelmeer bis nach Südengland und in die Keltische See. Der Lebensraum reicht vom Sublittoral, über den flachen Schelf bis etwa zum Schelfrand (200 m).
Die Art lebt kommensal mit dem Spritzwurm Phascolion strombi, der wiederum in Leergehäusen von Schnecken der Gattungen Aporrhais und Turritella lebt.

## Ontogenie
Die Tiere sind protandrische Hermaphroditen, gelegentlich kommen auch Zwergmännchen vor, d. h. Exemplare, die sich nicht zu Weibchen weiter entwickelt haben. Sie haben nur etwa drei Kiemenfilamente und einen Verdauungstrakt, dessen Enden jedoch verschlossen sind, d. h., sie können sich nicht mehr ernähren. Dafür sind die Testes gut entwickelt und sehr groß. Sie leben in der Mantelhöhle der Weibchen. Die Männchen, die sich weiterentwickeln, wechseln ihr Geschlecht ab einer Größe von zwei bis drei Millimetern. Beutel-ähnliche Strukturen (175±210 µm lang und 125±140 µm hoch) zwischen den Nieren und dem hinteren Teil des Ovariums sind Spermiendepots, die es den Weibchen erlauben, Eier zu einem günstigen Zeitpunkt zu befruchten.

## Taxonomie
Das Taxon wurde 1925 von Philippe Dautzenberg und Paul Henri Fischer aufgestellt. Es ist die Typusart und einzige Art der Gattung Phascoliophila (Nordsieck, 1969), die früher als Synonym von Montacuta betrachtet wird. MolluscaBase akzeptiert die Gattung nun als gültiges Taxon.

## Belege

### Online
- Marine Bivalve Shells of the British Isles: Montacuta phascolionis Dautzenberg & Fischer, 1925 (Website des National Museum Wales, Department of Natural Sciences, Cardiff)